# NGC 6619
NGC 6619 é uma galáxia elíptica (E) localizada na direcção da constelação de Hercules. Possui uma declinação de +23° 39' 19" e uma ascensão recta de 18 horas, 18 minutos e 55,5 segundos.
A galáxia NGC 6619 foi descoberta em 6 de Junho de 1864 por Albert Marth.